# Loiret (Fluss)
Der Loiret ist ein Fluss in Frankreich, der im gleichnamigen Département Loiret in der Region Centre-Val de Loire verläuft.

## Geographie

### Source du Loiret

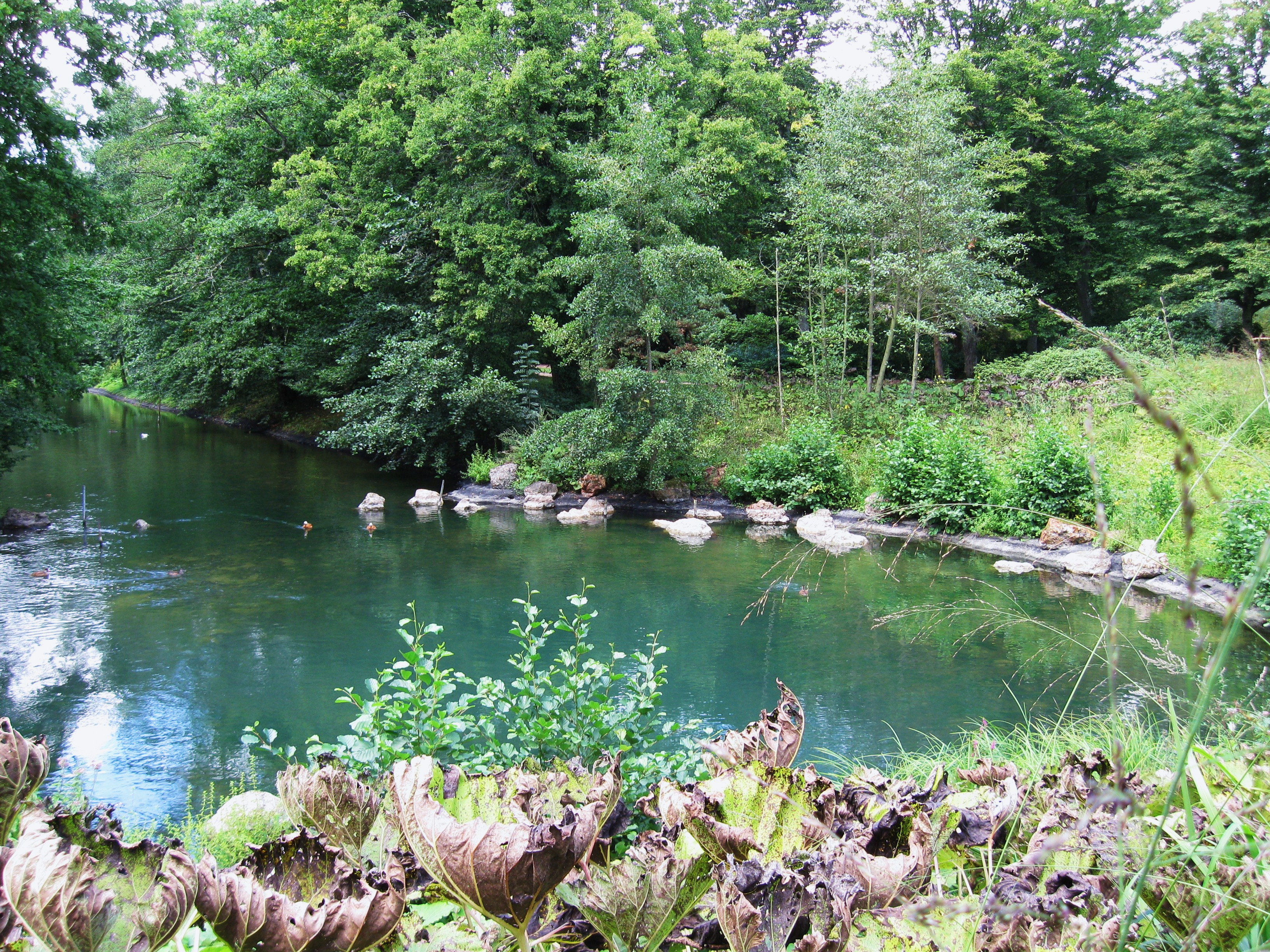
Die Quelle des Loiret („Le Bouillon“)

Der Loiret entspringt im Gemeindegebiet von Orléans, in einem am südlichen Stadtrand neu errichteten Stadtviertel namens Orléans-la-Source. Die Source du Loiret (dt. Quelle des Loiret), die auch den Namen „Le Bouillon“ trägt, befindet sich dort in der Parkanlage Parc Floral. Es handelt sich um eine Karstquelle, die unterirdisch von der bei Jargeau in den Kalksteinen teilweise versickernden Loire gespeist wird. Der zeitweise türkis schimmernde Quelltopf hat einen Durchmesser von etwa 21 Metern, ist ungefähr acht Meter tief und schüttet durchschnittlich 1300 Liter pro Sekunde. Die Schüttung ist vom Wasserstand der Loire abhängig. Der geradlinig abfließende Loiret nimmt nach einem Kilometer den von rechts zufließenden, schon 34 km langen Dhuy auf.

### Verlauf
Der Loiret (dt.: Kleine Loire) entwässert generell in nordwestlicher Richtung durch die südlichen Vororte von Orléans und mündet nach rund 12 Kilometern unterhalb von Saint-Hilaire-Saint-Mesmin als linker Nebenfluss in die Loire.

### Orte am Fluss
- Orléans
- Olivet
- Saint-Pryvé-Saint-Mesmin
- Saint-Hilaire-Saint-Mesmin

### Zuflüsse
- Dhuy (rechts)
- Bras de Bou (rechts)
- Bras des Montées (rechts)
- Pie (links)